# Cappelle-en-Pévèle
Cappelle-en-Pévèle è un comune francese di 2 058 abitanti situato nel dipartimento del Nord nella regione dell'Alta Francia.

## Società

### Evoluzione demografica
Abitanti censiti